# Poděbrady
Poděbrady (in tedesco Podiebrad) è una città della Repubblica Ceca facente parte del distretto di Nymburk, in Boemia Centrale.
È una località termale situata 50 km ad est di Praga, lungo l'autostrada diretta a Hradec Králové.

## Monumenti e luoghi d'interesse
- Castello di Poděbrady
- Sede OLB5, stazione radio che trasmette il segnale di tempo, originato dall'orologio di OMA a Liblice, nel Distretto di Mělník.